# Generalmusic
Generalmusic was een Italiaanse orgel- en synthesizerfabrikant die onder meer digitale en akoestische piano's, synthesizers en music workstations produceerde. Het bedrijf werd in 1987 opgericht door Antonio Galanti als Galanti Electro Music. Het ging in 2011 failliet.
Het bedrijf produceerde onder de naam GEM verschillende muziekinstrumenten, als LEM een serie studioapparatuur, en als ELKA een lijn van synthesizerorgels.

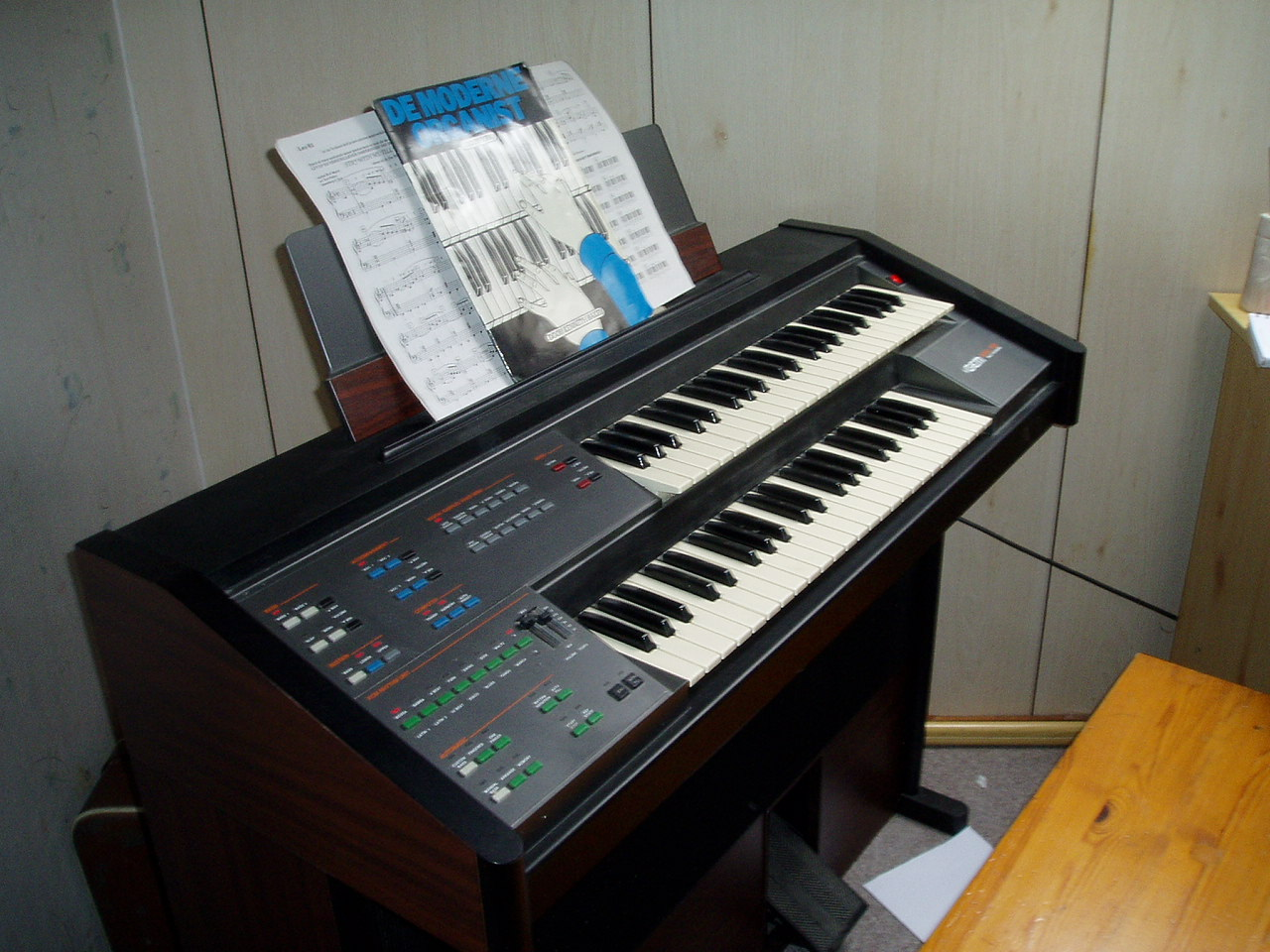
GEM MK-10 elektronisch orgel

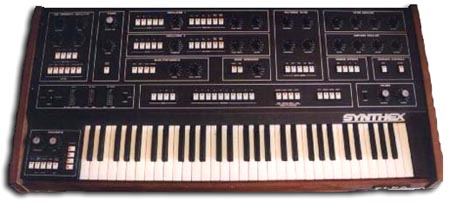
ELKA Synthex (1981-1985)

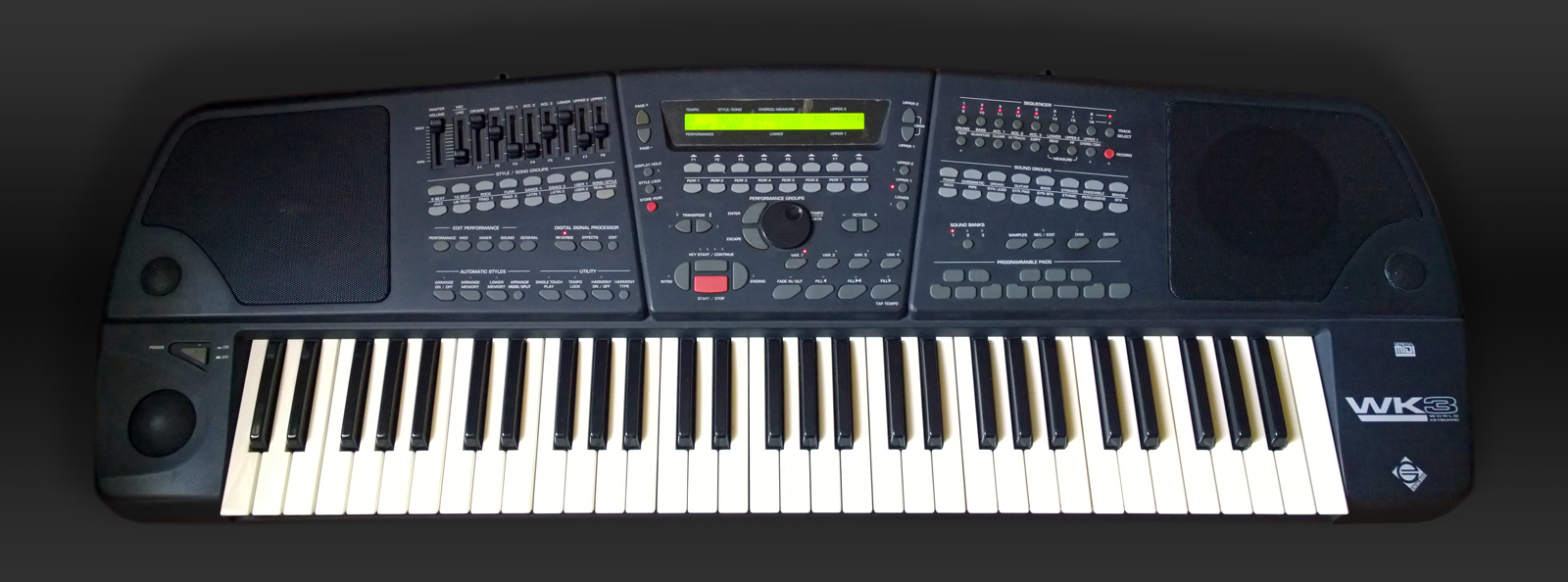
GEM WK3 (1993-1996)

## Geschiedenis
Generalmusic presenteerde in 1990 de WS-serie, een serie arranger workstations met een 5-sporen sequencer, 32 muziekstijlen en 32 programmeerbare stijlen. In 1993 kwam het bedrijf met de WX-serie die General MIDI ondersteunde, meer klankmogelijkheden en met een verbeterde gebruikersinterface.
Andere producten die in de jaren 90 werden geproduceerd waren onder meer de RealPiano Expander, een klankmodule met realistische pianoklanken, en de WK-serie, een serie keyboards met ingebouwde muziekstijlen.
De laatste productlijnen waren de Genesys, een serie synthesizers met samplingfuncties, en de Promega digitale piano's.
Begin 2009 kwam het bedrijf in financiële moeilijkheden. Het werd in 2011 failliet verklaard.

### Doorstart
Eind 2014 maakte het Finse Soundion Oy Ltd. bekend de rechten te hebben gekocht van de merknamen GEM, LEM en ELKA. Er waren plannen om vanaf 2015 weer nieuwe en retromodellen op de markt te brengen. De productie van de muziekinstrumenten werd verplaatst naar een fabriek in Finland.
Er werd in juli 2015 een crowdfundingactie gestart om de Elka Synthex, een klassieke synthesizer uit de jaren 80, opnieuw te gaan fabriceren in een moderne uitvoering. De actie wist onvoldoende financiële middelen op te halen.
Vanaf 2017 produceert Generalmusic (onder de Finse tak) een serie digitale piano's onder de naam Promega 2+.

## Bekende gebruikers
De muziekinstrumenten van Generalmusic (GEM en ELKA) zijn onder andere gebruikt door Eros Ramazzotti, Marco Masini, Enrico Ruggeri, Lucio Dalla, Lùnapop, Gino Vannelli, Keith Emerson en Rick Wakeman.